# Nashville Soccer Club
Maillots
Actualités
Dernière mise à jour : 26 juillet 2024.
Le Nashville Soccer Club, est un club franchisé américain de soccer évoluant dans la Major League Soccer et étant basé à Nashville, dans l'État du Tennessee.
Fondé en 2016, le club a obtenu une place en MLS pour la saison 2020. Nashville joue ses matchs à domicile au Nissan Stadium de Nashville.

## Histoire

### Création du club et débuts en deuxième division
Le 19 mai 2016, La ligue annonce une nouvelle franchise basée à Nashville, dans l'État du Tennessee, avec une saison inaugurale prévue pour la saison 2018. Il faut malgré tout attendre le 1er juillet suivant pour obtenir les modalités de cette franchise qui hérite des couleurs et du logo du Nashville FC qui évolue alors en NPSL, une des deux quatrièmes divisions nord-américaines. Au mois de septembre, cette nouvelle franchise change son identité en prenant le nom de Nashville SC. 
Le 12 avril 2017, le premier entraîneur-chef de l'histoire du club est l'ancien entraîneur des Rapids du Colorado, Gary Smith.
Le 4 mai, John Ingram, de Nashville Holdings LLC, acquiert une part majoritaire dans DMD Soccer, le groupe de propriété du Nashville SC. Ingram dirige également le projet pour une future franchise en Major League Soccer à Nashville. Le 29 novembre, Nashville est l'un des quatre villes finalistes à faire sa présentation officielle au commissaire de la MLS et au comité d'expansion de la ligue le 6 décembre à New York. Le 20 décembre, Nashville est choisie comme 24e franchise de MLS. La nouvelle franchise doit commencer à jouer en 2019 ou en 2020. Ingram s'attend à ce que l'équipe de MLS porte également le nom de Nashville SC, mais aucune décision finale n'a été prise à l'heure actuelle.
Pour la première rencontre de l'histoire du club, Nashville affronte Atlanta United en amical le 10 février 2018 à domicile au First Tennessee Park. Nashville s'incline 3-1 devant 9 059 spectateurs. Ropapa Mensah inscrit le premier but de l'histoire de la franchise.

## Palmarès et résultats

### Palmarès
| Compétitions nationales | Compétitions internationales         |
| - Néant                 | - Leagues Cup (1) - Finaliste : 2023 |

### Bilan par saison
| Saison | Niv. | Ligue | Saison régulière | Saison régulière | Saison régulière | Saison régulière | Saison régulière | Saison régulière | Saison régulière | Position | Position | Séries éliminatoires          | US Open Cup    | Affl. moy. saison régulière | Affl. moy. séries éliminat. |
| Saison | Niv. | Ligue | M                | V                | N                | D                | BP               | BC               | Pts              | Conf.    | Ligue    | Séries éliminatoires          | US Open Cup    | Affl. moy. saison régulière | Affl. moy. séries éliminat. |
| ------ | ---- | ----- | ---------------- | ---------------- | ---------------- | ---------------- | ---------------- | ---------------- | ---------------- | -------- | -------- | ----------------------------- | -------------- | --------------------------- | --------------------------- |
| 2018   | 2    | USL   | 34               | 12               | 13               | 9                | 42               | 31               | 49               | 08e/16   | 17e/33   | Quart de finale de conférence | Cinquième tour | 9 561                       | N/A                         |
| 2019   | 2    | USLC  | 34               | 20               | 7                | 7                | 59               | 26               | 67               | 02e/18   | 03e/36   | Demi-finale de conférence     | Troisième tour | 6 999                       | 5 213                       |

| Entrée en MLS |      |       |                  |                  |                  |                  |                  |                  |                  |          |          |                           |                 |                     |                             |                             |
| Saison        | Niv. | Ligue | Saison régulière | Saison régulière | Saison régulière | Saison régulière | Saison régulière | Saison régulière | Saison régulière | Position | Position | Coupe MLS                 | US Open Cup     | Ligue des champions | Affl. moy. saison régulière | Affl. moy. séries éliminat. |
| Saison        | Niv. | Ligue | M                | V                | N                | D                | BP               | BC               | Pts              | Conf.    | Ligue    | Coupe MLS                 | US Open Cup     | Ligue des champions | Affl. moy. saison régulière | Affl. moy. séries éliminat. |
| 2020          | 1    | MLS   | 23               | 8                | 8                | 7                | 24               | 22               | 32               | 7e/14    | 14e/26   | Demi-finale de conférence | Annulée         | Non qualifié        | 12 925                      | N/A                         |
| 2021          | 1    | MLS   | 34               | 12               | 18               | 4                | 55               | 33               | 54               | 3e/14    | 7e/27    | Demi-finale de conférence | Non tenue       | Non qualifié        | 19 338                      | 26 043                      |
| 2022          | 1    | MLS   | 34               | 13               | 11               | 10               | 52               | 41               | 50               | 5e/14    | 9e/28    | Premier tour              | Quart de finale | Non qualifié        |                             | N/A                         |

#### Meilleurs buteurs par saison
| Saison | Meilleurs buteurs (2018-2019) | Meilleurs buteurs (2018-2019) |
| Saison | Joueurs                       | Buts                          |
| ------ | ----------------------------- | ----------------------------- |
| 2018   | Brandon Allen                 | 9                             |
| 2018   | Tucker Hume                   | 9                             |
| 2019   | Daniel Ríos                   | 21                            |

| Saison | Meilleurs buteurs (2020-) | Meilleurs buteurs (2020-) |
| Saison | Joueurs                   | Buts                      |
| ------ | ------------------------- | ------------------------- |
| 2020   | Hany Mukhtar              | 5                         |
| 2020   | Daniel Ríos               | 5                         |
| 2021   | Hany Mukhtar              | 18                        |
| 2022   | Hany Mukhtar              | 26                        |

## Stade
Le Nashville SC joue ses rencontres à domicile au First Tennessee Park, une enceinte de baseball d'une capacité de 8 500 spectateurs, stade des Sounds de Nashville qui évoluent au niveau Triple-A en Pacific Coast League. 

## Personnalités du club

### Entraîneurs
Le tableau suivant présente la liste des entraîneurs du club depuis 2018.
| Rang | Entraîneur | Nationalité | Début         | Fin         | Matchs | Victoires | Nuls | Défaites | % victoires | Palmarès |
| ---- | ---------- | ----------- | ------------- | ----------- | ------ | --------- | ---- | -------- | ----------- | -------- |
| 1    | Gary Smith | Angleterre  | 12 avril 2017 | 16 mai 2024 | 176    | 75        | 61   | 40       | 42.61%      |          |

### Effectif actuel (2025)
Le tableau suivant liste les joueurs en prêts pour la saison 2025.
| Joueurs prêtés |    |                   |                |                     |           |                   |  |
| \| N° \| P. \| Nat. \| Nom \| Date de naissance \| Sélection \| Club en prêt \| \| \| 17 \| A \| \| Woobens Pacius \| 11/05/2001 (23 ans) \| – \| Tampa Bay Rowdies \| \| |    |                   |                |                     |           |                   |  |
| N° | P. | Nat.              | Nom            | Date de naissance   | Sélection | Club en prêt      |  |
| 17 | A  | Drapeau du Canada | Woobens Pacius | 11/05/2001 (23 ans) | –         | Tampa Bay Rowdies |  |

| N° | P. | Nat.              | Nom            | Date de naissance   | Sélection | Club en prêt      |  |
| 17 | A  | Drapeau du Canada | Woobens Pacius | 11/05/2001 (23 ans) | –         | Tampa Bay Rowdies |  |

## Soutien et image

### Logos

Logo en USL de 2016 à 2019.
Logo MLS depuis 2020.

### Groupes de partisans
Le principal groupe de partisans du Nashville SC est The Roadies. Créée en février 2014 lors de la création du Nashville FC, la franchise amateur de NPSL. Le groupe The Roadies maintient son soutien à la nouvelle franchise. Puis, en 2017, un nouveau groupe de partisans est fondé sous le nom The Assembly.